# Torre Independencia (Conjunto Futuro Center)
La Torre Independencia es un edificio ubicado en la avenida O'Higgins Poniente #77, en la comuna de Concepción, en la  Conurbación Gran Concepción, de la región del Biobío, Chile.
Se ubica en el barrio cívico de la ciudad, al oriente de la Intendencia del Biobío; y forma parte del Conjunto Futuro Center de la Inmobiliaria Futuro. Posee locales comerciales de entre 78 y 270 m²; en tanto que las oficinas se encuentran entre los 54 a los 95 m². Posee 23 pisos y 5 ascensores de última generación. Luego del terremoto de 2010 las obras se paralizaron por varios meses debido al golpe que recibió la ciudad.